# Emāmābād
Emāmābād (persiska: آوانسيِّه, اِمامابادِ سيستانی‌هَا, Āvānsīyeh, امام آباد) är en ort i Iran.   Den ligger i provinsen Golestan, i den norra delen av landet, 300 km öster om huvudstaden Teheran. Emāmābād ligger 64 meter över havet och antalet invånare är 276.
Terrängen runt Emāmābād är platt, och sluttar norrut.Runt Emāmābād är det ganska tätbefolkat, med 129 invånare per kvadratkilometer. Närmaste större samhälle är ‘Alīābād-e Katūl, 9,5 km sydost om Emāmābād. Trakten runt Emāmābād består till största delen av jordbruksmark.